# Boa (klädesplagg)

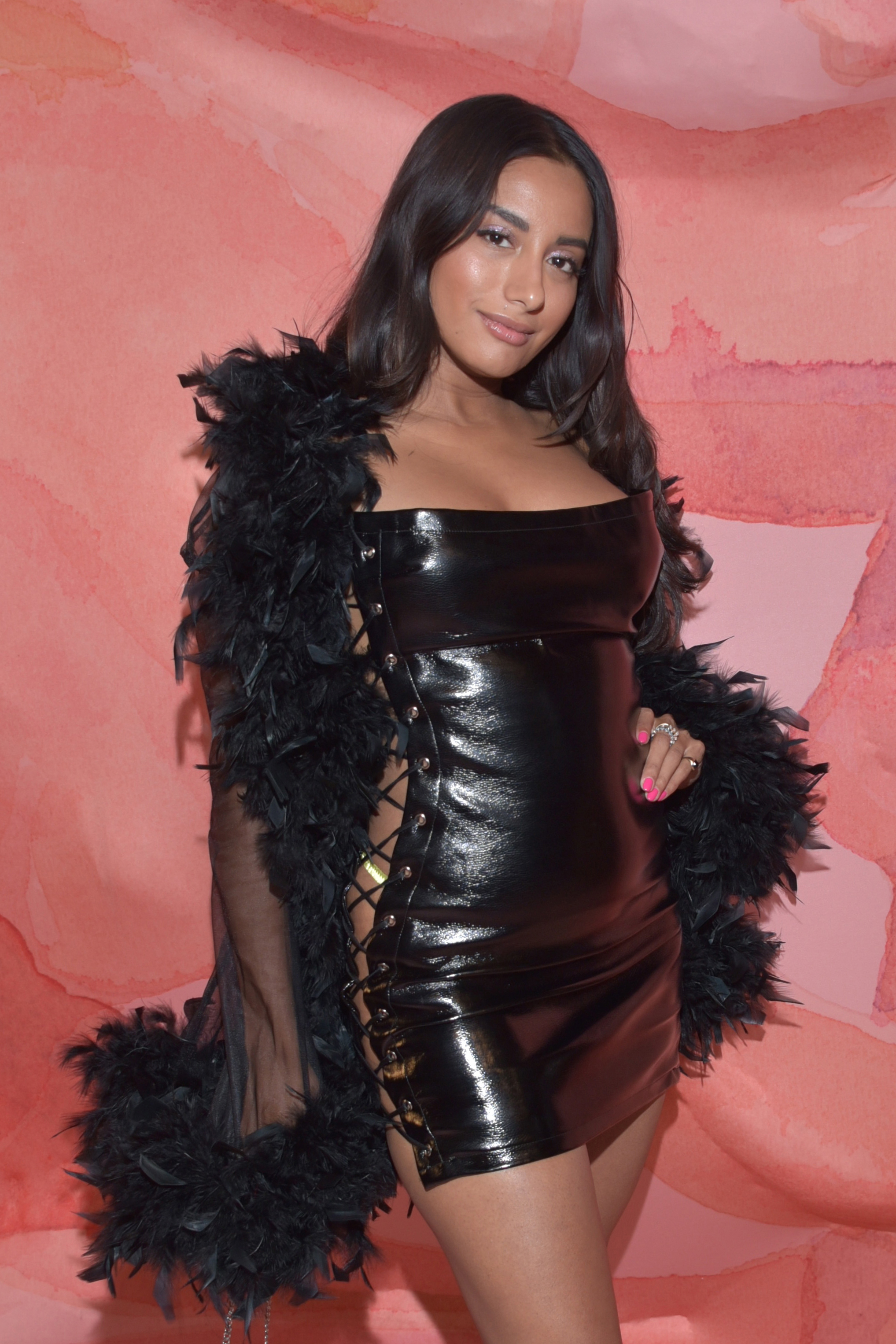
En modell som har på sig en svart Boa.

Boa är ett halsdukliknande klädesplagg som är uppkallad efter ormsläktet Boa.
Boan började användas under 1600-talet men kallades då palatin. Namnet boa kom i bruk på 1820-talet. Boan var tidigare, lång, rund och ganska smal. Mot slutet av 1800-talet blev den kragformigt tillskuren och utbredd i nacken. Senare blev den jämnbred, platt och gärna lång. Under 1880-talet kom plyschboor på modet, och omkring 1900 boor i fjäder eller chiffong. Under början av 1900-talet blev boor av naturskinn populära.
De vanligaste varianterna består av päls eller fjädrar. Pälsboan var mycket vanlig mellan världskrigen, då priset för vissa pälsarter var lågt. Fjäderboan är främst ett plagg för underhållningsbranschen. Under slutet av 1900-talet förekom den ofta hos dansare i nattklubbar eller varietéer.

## Bildgalleri

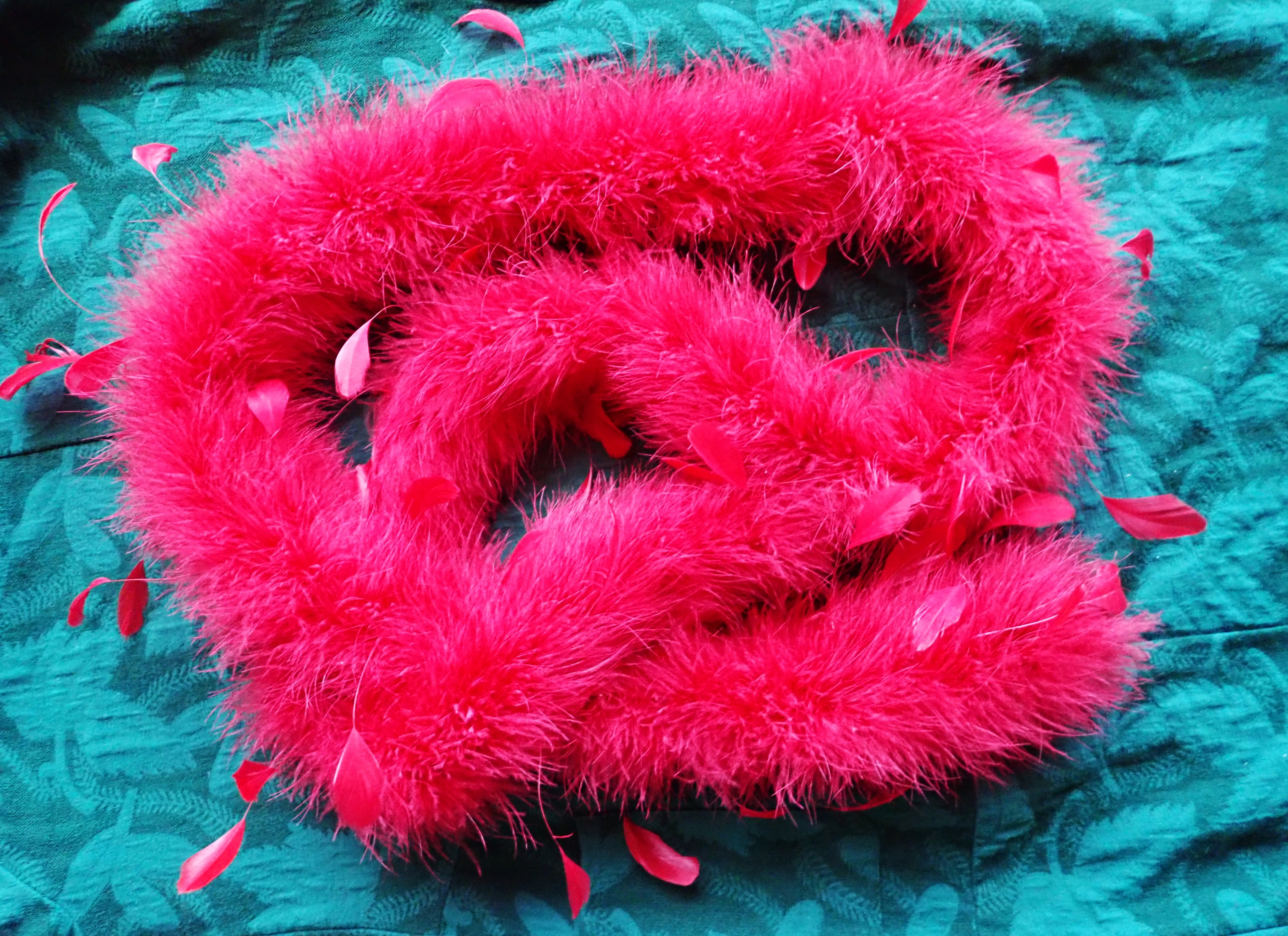
En röd fjäderboa.
Operasångerskan Lilly Walleni, omkring 1906. Skannat glasnegativ.
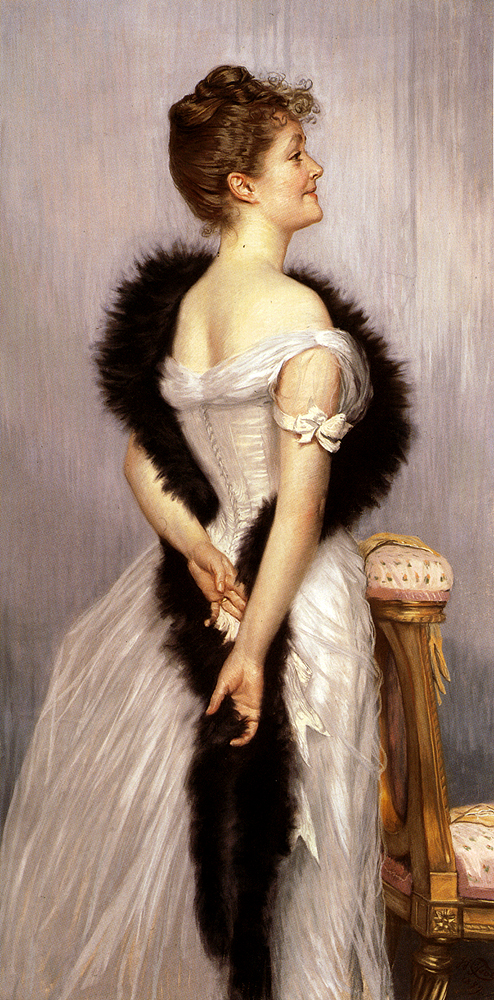
Kvinna med boa, målning av James Tissot.